# Spenshult
Spenshult är en by och ett före detta sjukhus i Slättåkra socken i Halmstads kommun i Halland, belägna vid Nissans västra strand utmed riksväg 26 (Nissastigen) cirka 25 kilometer nordost om Halmstad. Området omkring ombildades 1888 till Spenshults kronopark och utgör sedan 2008 naturreservatet Spenshult.

## Spenshults sjukhus
Spenshults sanatorium anlades år 1911–1913 i Spenshults kronopark för vård av tuberkulossjuka. Sanatoriet ägdes av staten och förvaltades av Överstyrelsen för Konung Oscar II:s jubileumsfond för bekämpandet av lungtuberkulos. Den slottsliknande sanatoriebyggnaden ritades av arkitekten Ivar Tengbom. Liksom många andra sanatorier förlades Spenshult avskilt och tyst på ren landsbygd, på en södersluttning med omgivande hög ädellövskog. Sanatoriet var till viss del ett självhushåll med hönsgård, svinhus, trädgård och växthus. Behandlingen av de tuberkulossjuka var mest näringsrika måltider, vila enligt schema i ligghallar och efter hand promenader i omgivningarna.
Efter att tuberkulosen upphörde att vara en folksjukdom överläts sanatoriet år 1953 till Riksförbundet mot reumatism (dagens Reumatikerförbundet) och ombildades till Spenshults reumatikersjukhus. Man tog emot reumatiker från hela landet för specialistvård. Efter hand har omfattande renoveringar, moderniseringar och tillbyggnader utförts.
Axess Medica, Spenshults sjukhus ägs numera (2012) av det danska företaget Transmedica A/S. Man har specialistkompetens inom flera områden och utför bland annat reumakirurgi och allmän ortopedisk kirurgi. Man är fortsatt inriktade på reumatologi, smärtbehandling och rehabilitering. Vårdavtal har skrivits med flera regioner och landsting. 

Våren 2012 öppnade Kronans Droghandel ett apotek på sjukhuset.
FoU-centrum Spenshult är en från universitet och högskolor fristående enhet för forskning som startade 1999. Under de första åtta åren var det en verksamhet inom sjukhuset. Den starka anknytningen till Spenshult har betonat FoU-centrums profil avseende patientnära klinisk forskning. Samtidigt har FoU-centrum utvecklats till en mer självständig forskningsenhet och från och med januari 2008 bedrivs verksamheten ekonomiskt och juridiskt fristående från Spenshult AB inom ramen för en insamlingsstiftelse -  Insamlingsstiftelsen för reumatologisk forskning vid Spenshult.

### Avveckling
Sommaren 2014 lämnar den reumatologiska verksamheten Spenshult då Region Halland upphandlat vården av annan aktör. Samtidigt lämnar den ortopedkirurgiska verksamheten området. FoU-centrum lämnar också för annan lokalisering.

## Migrationsverket
I februari 2015 tecknade Migrationsverket ett sexårigt hyresavtal med Transmedica A/S som sedan 2006 ägt Spenshults sjukhus. Detta för att Migrationsverket där i egen regi driva ett asylboende. Efter omfattande renoveringar kunde Migrationsverkets personal i september 2016 flytta in i kontorslokalerna. I december 2016 anlände de första asylsökande till Spenshult. Anläggningen beräknas efter hand rymma 650-680 asylsökande.